# Trichomyia danieli
Trichomyia danieli är en tvåvingeart som beskrevs av Freddy Bravo 2001. Trichomyia danieli ingår i släktet Trichomyia och familjen fjärilsmyggor. Inga underarter finns listade i Catalogue of Life.